# سینگراولی
سینگراولی
شهر سینگراولی (به انگلیسی: Singrauli) با جمعیت ۳۳۰٫۹۳۵ نفر در ایالت مادایا پرادش در کشور هند واقع شده‌است.